# 1 + 1 + 1 + 1 + ⋯
Trong toán học, 1 + 1 + 1 + 1 + ⋯, còn được viết là
{\displaystyle \sum _{n=1}^{\infty }n^{0}\ } hay {\displaystyle \ \sum _{n=1}^{\infty }1}

Tính chất tiệm cận của việc làm trơn. Tung độ gốc của đường thẳng là −1/2.

là một chuỗi phân kì, nghĩa là dãy các tổng riêng không hội tụ về một giới hạn trong tập số thực. Dãy 1n có thể được coi là một chuỗi hình học với công bội bằng 1. Không như các chuỗi hình học với công bội là số hữu tỉ, (ngoại trừ −1), nó không hội tụ trong tập số thực lẫn trong tập số p-adic với số nguyên tố p. Trong trường hợp của trục số thực mở rộng
{\displaystyle \sum _{n=1}^{\infty }1=+\infty \,.}
Trong khi tổng n0 xuất hiện trong vật lý, nó đôi khi được coi là sự chính quy hóa hàm zeta, bởi giá trị của hàm zeta Riemann tại s = 0
{\displaystyle \zeta (s)=\sum _{n=1}^{\infty }{\frac {1}{n^{s}}}={\frac {1}{1-2^{1-s}}}\sum _{n=1}^{\infty }{\frac {(-1)^{n+1}}{n^{s}}}\,,}
Tuy nhiên hai biểu thức trên không có nghĩa tại không, ta có thể sử dụng thác triển giải tích của hàm zeta Riemann
{\displaystyle \zeta (s)=2^{s}\pi ^{s-1}\ \sin \left({\frac {\pi s}{2}}\right)\ \Gamma (1-s)\ \zeta (1-s)}
Sử dụng công thức này cùng với Γ(1) = 1 ta được
{\displaystyle {\begin{aligned}\zeta (0)&={\frac {1}{\pi }}\lim _{s\rightarrow 0}\sin \left({\frac {\pi s}{2}}\right)\zeta (1-s)\\&={\frac {1}{\pi }}\lim _{s\rightarrow 0}\left({\frac {\pi s}{2}}-{\frac {\pi ^{3}s^{3}}{48}}+...\right)\left(-{\frac {1}{s}}+...\right)\\&=-{\frac {1}{2}}\end{aligned}}}
trong đó khai triển chuỗi lũy thừa của ζ(s) gần s = 1 có nghĩa vì ζ(s) có một cực đơn giản với thặng dư một ở đó. Theo nghĩa này 1 + 1 + 1 + 1 + ⋯ = ζ(0) = −1/2.
Emilio Elizalde từng trình bày một giai thoại về thái độ với chuỗi này:
Trong một khoảng thời gian ngắn hơn một năm, hai nhà vật lý tài ba, A. Slavnov và F. Yndurain, chủ trì các seminar tại Barcelona, về những vấn đề khác nhau. Thực sự đáng ngạc nhiên, trong cả hai hội thảo, tại một thời điểm nào đó người thuyết trình nói với khán giả rằng: 'Như mọi người đều biết, 1 + 1 + 1 + ⋯ = −1/2.' Có lẽ ý muốn nói: Nếu bạn không biết điều này, không có lý do gì để tiếp tục nghe.